# Manilkara casteelsii
Manilkara casteelsii är en tvåhjärtbladig växtart som först beskrevs av De Wild., och fick sitt nu gällande namn av Herman Johannes Lam. Manilkara casteelsii ingår i släktet Manilkara och familjen Sapotaceae.
Artens utbredningsområde är Kongo-Kinshasa. Inga underarter finns listade i Catalogue of Life.